# Ashikaga Yoshikatsu

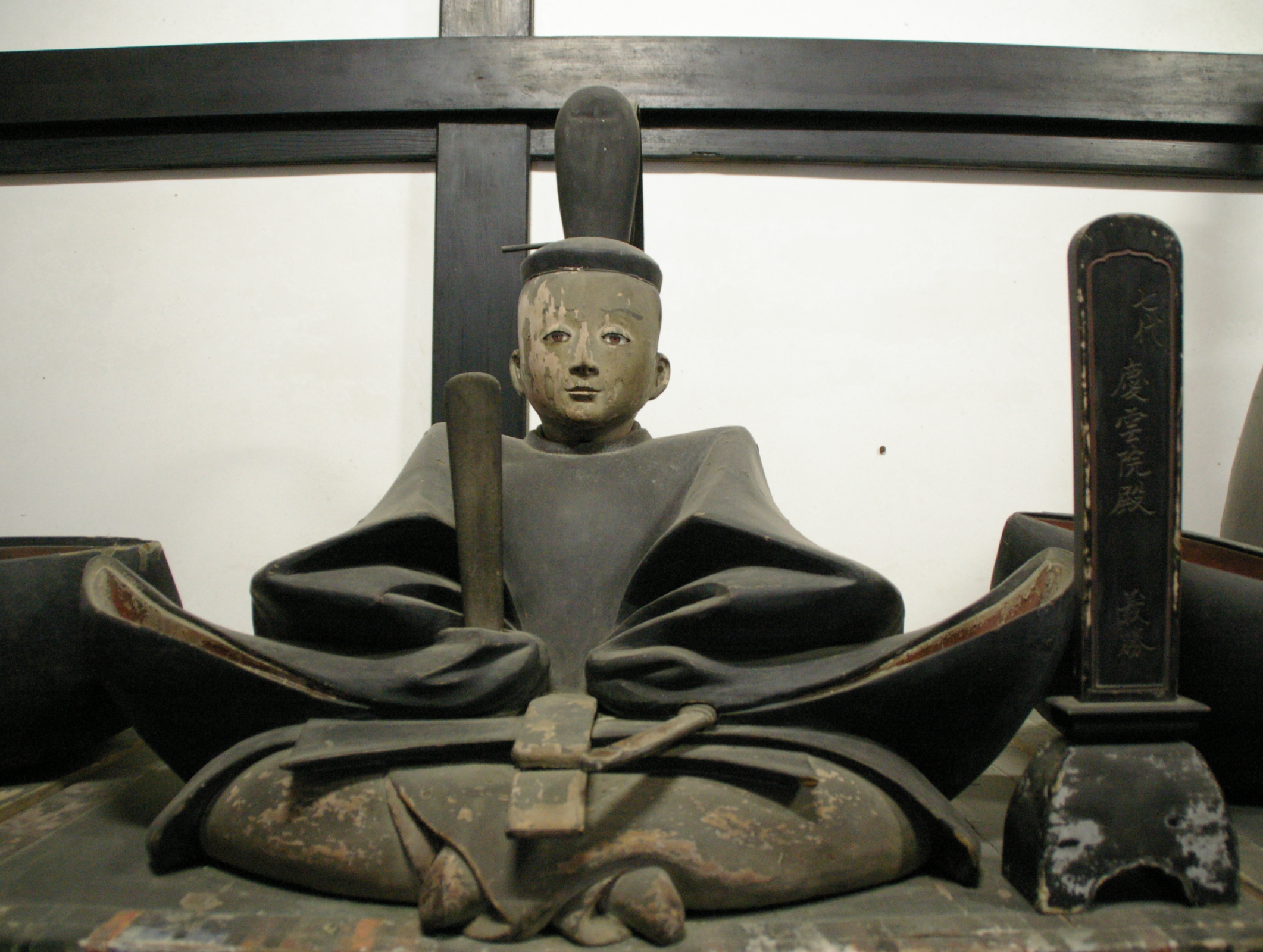
Standbeeld Ashikaga Yoshikatsu

Ashikaga Yoshikatsu (足利 義勝; 19 maart 1434 - 16 augustus 1443) van de Ashikaga-clan was de zevende shogun (militair regent) van het Ashikaga-shogunaat tijdens de Japanse Muromachiperiode. Hij was een zoon van de zesde shogun Ashikaga Yoshinori en heerste van 1442 tot 1443.
Belangrijke gebeurtenissen tijdens het shogunaat van Yoshikatsu:
- Kakitsu gannen of Kakitsu 1, op de vierentwintigste dag van de zesde maand (1441): Shogun Yoshinori wordt op 48-jarige leeftijd vermoord door Akamatsu Mitsusuke; korte tijd later wordt bepaald dat zijn achtjarige zoon, Yoshikatsu, de nieuwe shogun zal worden.[3]
- 1442 -- Yoshikatsu wordt bevestigd als shogun.[2]
- Kakitsu 3, op de eenentwintigste dag van de zevende maand (1443): Shogun Yoshikatsu sterft op tienjarige leeftijd. Hij hield van paardrijden en werd ernstig verwond bij een val van zijn paard. Dit was de oorzaak van zijn dood. Hij was slechts gedurende drie jaar shogun. Zijn achtjarige broer, Yoshinari, werd vervolgens tot shogun benoemd.[4] Enkele jaren nadat hij shogun werd zou Yoshinari zijn naam veranderen in Yoshimasa, waaronder hij tegenwoordig bekendstaat.[5]

## Tijdperken
De jaren van het shogunaat van Yoriie vallen binnen meerdere Japanse periodes:
- Kakitsuperiode (1441-1444)